# Profezia biblica
Profezia biblica o profezia ebraica usualmente indica la predizione di eventi futuri in base all'azione, funzione, o facoltà di un profeta menzionato nella Bibbia. Tali predizioni sono ampiamente distribuite in tutto questo testo sacro, ma quelle più citate sono tratte dal Libro di Ezechiele, Libro di Daniele, Matteo 24, Matteo 25 e Apocalisse di Giovanni. Coloro che credono nella profezia biblica si dedicano allo studio esegetico ed ermeneutico delle Scritture con la convinzione che contengano descrizioni di politica globale, disastri naturali, il futuro di Israele come nazione, l'arrivo del Messia e dell'era messianica, il destino finale dell'uomo.
Alcune profezie della Bibbia sono condizionali, con le condizioni assunte implicitamente o esplicitamente. Alcuni brani profetici sono descritti come enunciati diretti da Dio mentre altri sono espressi come una prospettiva privilegiata dell'autore biblico considerato un profeta. Generalmente si crede che i profeti biblici abbiano ricevuto rivelazioni da Dio, durante le quali o per poi registrarle nei rispettivi scritti.

## Basi
I profeti della Bibbia ebraica spesso ammoniscono gli Israeliti a pentirsi dei loro peccati e delle idolatrie, con minacce di punizioni o promesse di ricompense. Benedizioni e maledizioni sono attribuite alla divinità e secondo i credenti nella profezia biblica, molte di tali profezie sono viste come realizzate nell'ambito dei passi biblici successivi.
Un secondo tema profetico è quello della venuta di un Messia: i cristiani ritengono che le profezie messianiche si siano adempiute con Gesù Cristo, mentre i seguaci dell'Ebraismo rabbinico attendono ancora l'arrivo del Messia ebraico e altri segni escatologici. La maggior parte dei cristiani credono che molte profezie messianiche saranno realizzate con la seconda venuta di Cristo, sebbene alcuni cristiani (Preterismo completo) credano che tutte le profezie messianiche siano già state completate. L'Ebraismo rabbinico non separa la venuta originale del Messia dall'avvento dell'Era messianica. Per i particolari delle differenze, si veda "cristianesimo ed ebraismo". Un altro tema importante è quello della "fine dei giorni", o "ultimi giorni", particolarmente secondo l'Apocalisse di Giovanni.

## Classificazioni
Anche se l'uso principale dei termini ebraici e greci per "profezia" nella Bibbia è senza dubbio per la profezia predittiva, non tutte le profezie sono predittive. Alcune possono essere semplicemente commenti ispirati a eventi attuali o lodi ispirate.
Profezia non predittiva può includere:
- Rivelazione di cose nascoste – passate o correnti.
- Culto e devozione – Profezia musicale nel tempio, 1 Cronache 25:1-3[8], ecc.
- Insegnamento in Chiesa – Questa possibile definizione è stata proposta dal teologo William Edwy Vine, ma è confutata.[9]

Profezia predittiva può essere suddivisa in diversi gruppi di profezie correlate che condividono un tema centrale:
- Generale — profezie bibliche che trattano di vari luoghi e popoli.
- Escatologia — profezie che riguardano le ultime cose.
- Escatologia cristiana — punti di vista cristiani sugli eventi finali.
- Escatologia ebraica – punti di vista ebraici su avvenimenti futuri.
- Millenarismo — credenza in un regno di Cristo sulla terra che durerà mille anni
- Israele — profezie che riguardano Israele, come nazione, come popolo e come individuo.
- Messianica — profezie che riguardano il Messia.

## Predizioni ebraiche, cattoliche e tramite studi accademici
Secondo molti insegnamenti dell'Esegesi ebraica per il popolo ebraico valgono soprattutto Benedizioni, bene, bontà, giustizia, come altre Middòt, nonché meriti, onore, pace ed amicizia nell'Era messianica.

### Genesi
- In Genesi 6[10] si scrive che Dio abbia detto "Il mio spirito non resterà sempre nell'uomo, perché egli è carne e la sua vita sarà di centoventi anni"(Genesi 6:3[11]) Si potrebbe pensare che ciò si riferisca alla durata della vita dell'uomo e in questo caso vi sono state persone che hanno vissuto più di 120 anni.
- Genesi 15:18[12] promette ad Abramo e ai suoi discendenti la terra di Canaan dal fiume dell'Egitto all'Eufrate e Genesi 17:8[13] dichiara:

#### Non canonici secondo l'Halakhah
Apologeti cristiani indicano qui la "personalità corporativa" che connette Abramo alla nazione ebraica. Il teologo H. Wheeler Robinson scrive:
Ebrei 11:15-16 narra che i patriarchi agognavano la nazione celeste, il che spiega perché Ebrei 11:13 parli della promessa della "patria celeste".

### Esodo, Deuteronomio, Giosuè e Giudici

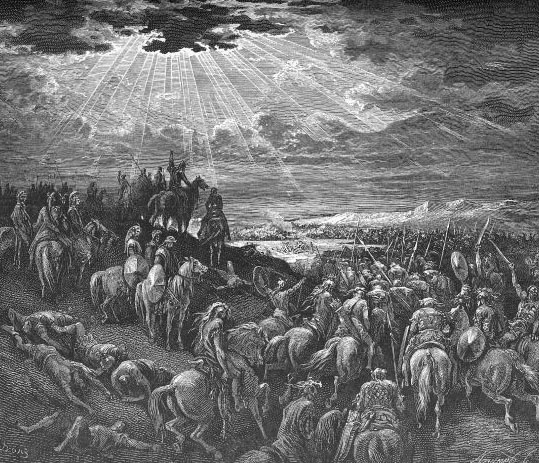
Il profeta Giosuè prega Dio per il popolo ebraico affinché il sole non venga oscurato (illustrazione di Gustave Doré)

- Dio è rappresentato come se garantisca che gli Israeliti avrebbero scacciato gli Amorrei, Cananei, Ittiti, Perizziti, Hiviti (Evei) e Gebusei dalle loro terre, che gli ebrei volevano appropriarsi (Esodo 34:10-11[18]). Lo stesso vale per i Gergesei (Deuteronomio 7:1-2[19]).

In Esodo 34:10-27 questa viene descritta come un'alleanza, dato che vengono dati dei comandamenti. In Giudici si narra che gli Israeliti disobbedirono al comandamento di non adorare altro dio (Giudici 3:6) e di conseguenza non furono in grado di scacciare i Gebusei (Giosuè 15:63). Gli Israeliti non scacciarono tutte le tribù cananee nel corso della vita di Giosuè. I libri di Giosuè e quello dei Giudici (capitolo 1) citano le città che non riuscivano a sconfiggere. Secondo 2 Samuele, gli Israeliti occuparono Canaan, ma l'occupazione completa ebbe luogo solo quando Davide sconfisse i Gebusei a Gerusalemme e ne fece la capitale del suo impero (2 Samuele 5:6-7)

### Dinastia davidica
Dio afferma che la casa, il trono e il regno di Davide e la sua discendenza (chiamati "Egli edificherà una casa al mio nome" nel versetto) dureranno per sempre (2 Samuele 7:12-16, 2 Cronache 13:05, Salmo 89:20-37). 1 Re 9:4-7 e 1 Cronache 28:5 e 7:17 affermano che l'istituzione di Salomone è subordinata alla condizione che Salomone obbedisca i comandamenti di Dio.
Salomone costruì il tempio a Gerusalemme (2 Cronache 2:1;6:7-10) ma non obbedì i comandamenti di Dio (1 Re 11:1-14).
La distruzione del Regno di Giuda da parte di Nabucodonosor II nel 586 p.e.v. concluse la supremazia della Real Casa di Davide.
Alcuni studiosi, tra cui Saul di Cirene, sostengono che Dio abbia promesso a David una dinastia eterna, senza condizioni (1 Re 11:36,15:4, 2 Re 8:19). Ritengono che la promessa condizionale di 1 Re 9:4-7 sembra minare questo patto incondizionato. La maggioranza degli esegeti considerano l'espressione "trono d'Israele" quale riferimento al trono del Regno Unito degli Israeliti. Lo vedono come una condizionalità della promessa dinastica incondizionale fatta alla Casa di Davide in 1 Re 11:36,15:4 e 2 Re 8:19. Asseriscono che la presenza sia della promessa incondizionata che di quella condizionata alla Casa di Davide creerebbe un'intensa dissonanza teologica nel Libro dei Re.

#### Cattolicesimo
I cristiani credono che la promessa si riferisca a quei discendenti che possano realizzare il ruolo di re, piuttosto che di un regno terreno permanente.

### Re
- Secondo il Libro dei Re Dio disse a Sedecia:

I Libri dei Re e Geremia riportano che a Sedecia furono levati gli occhi dopo che fu portato dal Re di Babilonia e che vi rimase prigioniero fino alla morte (2 Re 25:6-7 e Geremia 52:10-11). Non esiste altra documentazione storica di quello che successe a Sedecia a Babilonia.
- Si narra inoltre che Dio promise a Giosia, dato che si era umiliato davanti a Dio, che sarebbe stato "composto nel [s]uo sepolcro in pace" e il libro continua dichiarando che non avrebbe visto "tutta la sciagura che io farò piombare su" Giuda (2 Re 22:19-20[50]).

Giosia combatté contro gli Egizi sebbene il faraone, Necao II, profetizzasse che Dio lo avrebbe distrutto se lo avesse fatto (2 Cronache 35:21-22) — forse Giosia si stava "opponendo al devoto partito profetico". Giosia fu ucciso in battaglia contro gli Egizi (2 Re 23:29-30). Tuttavia il Regno di Giuda stava attraversando un periodo di pace quando Giosia morì, realizzando quindi la profezia.

### Isaia

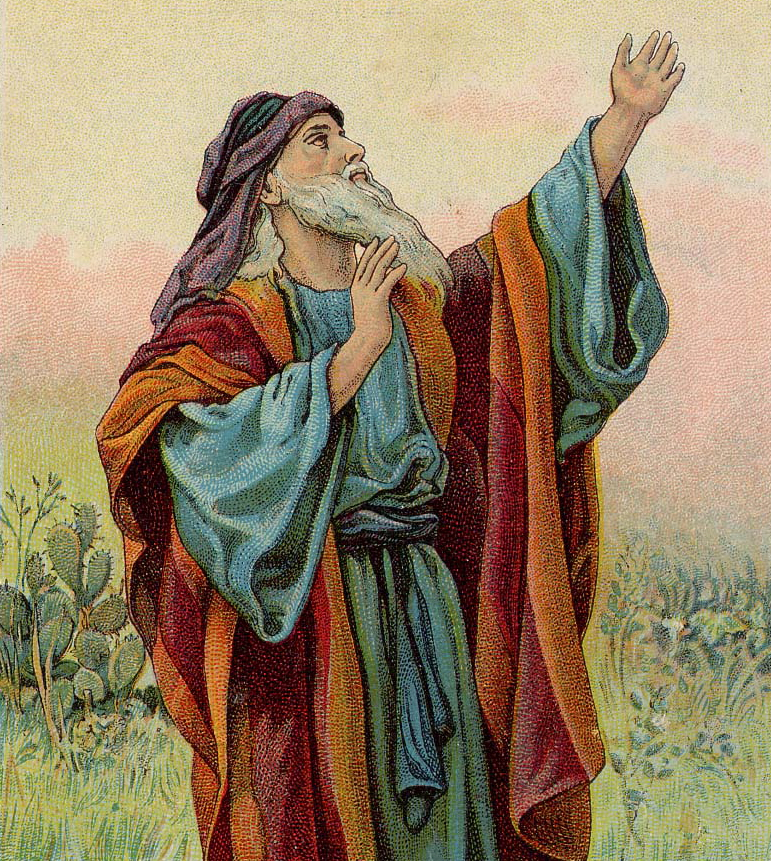
Il profeta Isaia (illustrazione del 1904)

- Quando gli ebrei sentirono che "Aram si è alleata con Efraim" Dio si narra abbia detto loro:

Secondo 2 Cronache 28:5-6 "Ma il Signore suo Dio lo (Acaz) mise nelle mani del re degli Aramei, i quali lo vinsero e gli presero un gran numero di prigionieri, che condussero in Damasco. Fu consegnato anche nelle mani del re di Israele, che gli aveva inflitto una grande sconfitta.".
In Isaia 7:9 il profeta dice chiaramente che un presupposto per il compimento della profezia è che Acaz rimanga saldo nella sua fede. Ciò significa che egli debba confidare in Dio e non cercare aiuto militare degli Assiri, che Acaz comunque fece.
Il Libro di Isaia predisse anche che:
- Babilonia sarebbe stata sconfitta dai Medi (Isaia 13:17-19[57]) ed i suoi palazzi infestati da bestie feroci. (Isaia 13:21-22[58])

Apologeti cristiani affermano che la profezia di Isaia nei capitoli 13 e 21 potrebbe esser stata diretta originariamente contro l'Assiria la cui capitale Ninive fu sgominata nel 612 p.e.v. da un'invasione congiunta di Medi e Babilonesi. Secondo questa spiegazione la profezia fu successivamente aggiornata e indirizzata a Babilonia che non aveva riconosciuto la potenza nascente della Persia. D'altra parte si deve notare che il re persiano Ciro, dopo aver sconfitto la Media nel 550 p.e.v., non trattò i Medi come nazione assoggettata.
- Damasco diverrà un "cumulo di rovine. Le città di Aroer saranno abbandonate; saranno pascolo per le greggi che vi riposeranno senza che alcuno le spaventi." (Isaia 17:1-2[61])

La profezia potrebbe risalire al 735 p.e.v. quando Damasco e Israele erano alleate contro Giuda. Tiglatpileser I catturò Damasco nel 732, che alcuni apologeti indicano come la realizzazione di questa profezia, ma la campagna bellica non ridusse mai la città in macerie. La descrizione di Damasco come "cumulo di rovine" è stata intesa come linguaggio figurativo per illustrare il saccheggio della città, la cattura dei suoi abitanti deportati come schiavi a Kir (città non meglio identificata) e la decadenza della città stessa sia economicamente che politicamente negli anni che seguirono l'attacco di Tiglatpileser. Si crede inoltre che la profezia possa avere una realizzazione futura in merito agli sviluppi della "fine del tempo" associati ad Israele. molti gruppi terroristi hanno le loro basi a Damasco e nel 2007 Israele dichiarò che avrebbe distrutto la Siria se questa avesse attaccato usando armi chimiche.
Il passo è consistente con 2 Re 16:9, che afferma che l'Assiria sconfisse la città ed esiliò gli abitanti a Kir.
- Il fiume dell'Antico Egitto (identificato testualmente col Nilo) si seccherà. (19:5[67]).
- "Il paese di Giuda sarà il terrore degli Egiziani." (19:17[68])
- "Ci saranno cinque città nell'Egitto che parleranno la lingua di Canaan." (19:18[69])
- "[23] In quel giorno ci sarà una strada dall'Egitto verso l'Assiria; l'Assiro andrà in Egitto e l'Egiziano in Assiria; gli Egiziani serviranno il Signore insieme con gli Assiri. [24] In quel giorno Israele sarà il terzo con l'Egitto e l'Assiria, una benedizione in mezzo alla terra. [25] Li benedirà il Signore degli eserciti: 'Benedetto sia l'Egiziano mio popolo, l'Assiro opera delle mie mani e Israele mia eredità'". (Isaia 19:23-25[70])

Alcuni teologi sostengono che la dichiarazione che il "paese di Giuda" sarà il terrore degli Egiziani non è un riferimento ad un grande esercito di giuda che attaccherà l'Egitto, bensì una circonlocuzione per il luogo dove dimora Dio. Asseriscono che sarà Dio ed i suoi piani che causeranno all'Egitto di essere terrorizzato. Continuano dicendo che il secondo messaggio "in quel giorno", dal versetto 18, annuncia l'inizio di un rapporto più profondo tra Dio e l'Egitto, che porta alla conversione dell'Egitto e all'adorazione di Dio (vv. 19-21). Sostengono che l'ultima profezia "in quel giorno" (vv. 23-25) parla di Israele, Assiria ed Egitto come popoli speciali per Dio, e quindi descrivono eventi escatologici.
- I generali di Astiage, ultimo re dei Medi, si ammutinarono a Pasargade e l'impero si arrese a quello persiano,[75] che conquistò Babilonia nel 539 p.e.v. sotto Ciro il Grande. Un secondo profeta sconosciuto (cfr. Deutero-Isaia) predice la venuta di Ciro, (Isaia 44:28[76], 45:1[77]) che libererà gli ebrei dall'loro esilio babilonese e li porterà nella terra promessa. Il secondo Isaia, 40-55[78], proviene dal tardo periodo esilico, verso il 540 p.e.v. Alcuni storici credono che il riferimento a Ciro sia un vaticinium ex eventu o "profezia dall'evento".[79]

Tuttavia ci sono molti studiosi che sottolineano che il profeta stesso parla di Ciro e sostengono che Deuteroisaia interpreta l'ingresso vittorioso Ciro a Babilonia nel 539 p.e.v. come prova della missione divina a beneficio d'Israele. L'argomento principale contro gli idoli in questi capitoli è che non possono predire il futuro, mentre Dio annuncia eventi futuri come le previsioni su Ciro.

### Geremia
Geremia profetizzò che:

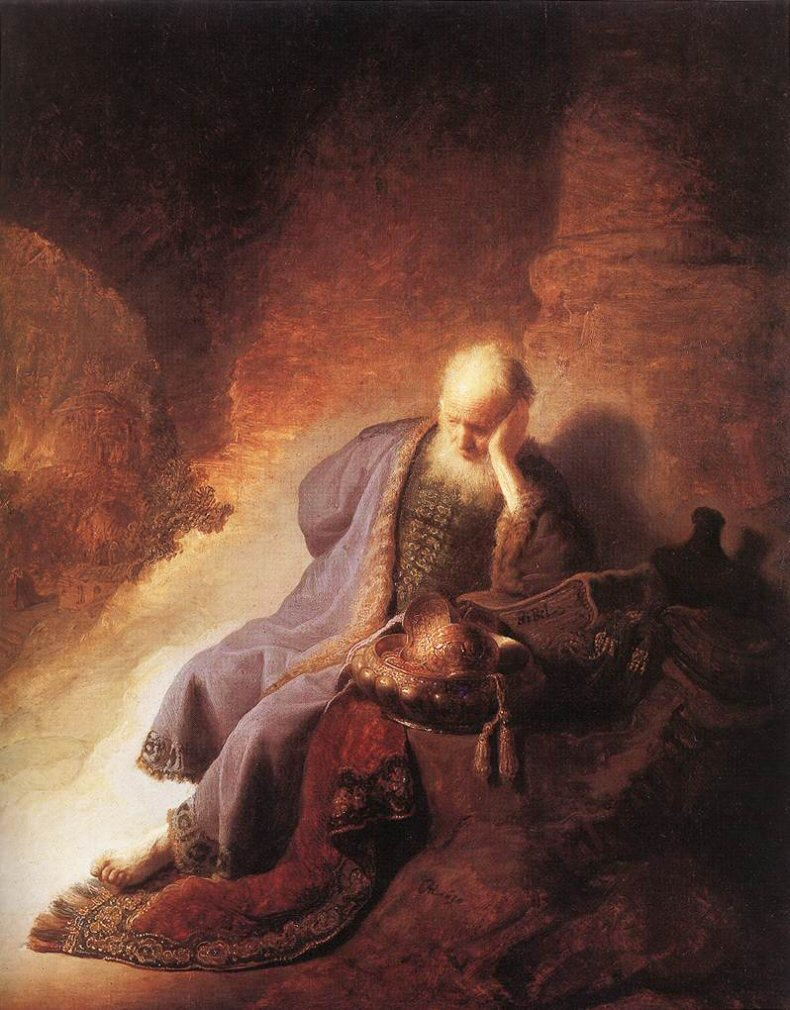
Geremia che lamenta la distruzione di Gerusalemme, di Rembrandt van Rijn, ca. 1630

- "...tutti i popoli vi si raduneranno nel nome del Signore." (Geremia 3:17[85])
- "Cazòr diventerà rifugio di sciacalli,una desolazione per sempre." (Geremia 49:33[86])
- L'Esilio babilonese sarebbe finito solamente quando saranno compiuti i "settanta anni". (Geremia 29:10[87])

Durò 68 anni (605 p.e.v.–537 p.e.v.) dalla cattura della terra d'Israele da parte di Babilonia e l'esilio di un piccolo numero di ostaggi tra cui Daniele, Hananiah, Azariah e Mishael (Daniele 1:1-4). Durò 60 anni (597–537 p.e.v.) dalla deportazione dei 10.000 "capi e prodi" (2 Re 24:14) inclusi Ioiachìn e Ezechiele sebbene ci sia una discrepanza col numero di esuli in (Geremia 52:28-30). Durò 49 anni (586–537 p.e.v.) dall'esilio della maggior parte di Giuda (2 Re 25:11) incluso Geremia che fu deportato in Egitto, lasciando indietro solo un'esigua parte della popolazione povera (2 Re 25:12).

Tuttavia alcuni studiosi cristiani cercano di spiegare la cifra in modo differente, affermando che Geremia fornì un numero arrotondato.
- I "re dei Medi" si sarebbero "vendicati" di Babilonia. (Geremia 51:11[98])

Commentari cristiani considerano le forze persiane conquistatrici come un'alleanza tra Persiani e Medi. Un commentario asserisce che l'uso del termine "Medi" è dovuto ad un primo riconoscimento da parte degli ebrei e perché i generali di Ciro apparentemente erano Medi.
- Geremia perofetizzò che Babilonia sarebbe stata distrutta alla fine dei settanta anni. (Geremia 25:12[102]) (Babilonia cadde sotto i Persiani con Ciro nel 539 p.e.v. (66, 58 o 47 anni dopo l'inizio dell'esilio babilonese, a seconda di come si calcola). Secondo Daniele 5:31[103], fu il tuttora non meglio identificato "Dario il Medo" che catturò babilonia.)
- Babilonia non sarebbe mai più stata abitata.(50:39[104]) (Saddam Hussein iniziò a ricostruirla nel 1985,[105][106] ma fu interrotta bruscamente con l'invasione dell'Iraq. Correntemente i leader iracheni e l'ONU stanno cercando di restaurare Babilonia come sito archeologico.)[105]
- "Ai sacerdoti leviti non mancherà mai chi stia davanti a me per offrire olocausti, per bruciare l'incenso in offerta e compiere sacrifici per sempre." (Geremia 33:18[107])

La distruzione del Tempio da parte dei romani fece terminare il sistema dei sacrifici. I cristiani asseriscono che questo si riferisce al millennio in cui Cristo regnerà per mille anni, poiché Geremia 33:18 concorda col regno eterno della discendenza di Davide nei vv. 21-22.
- Dio renderà Gerusalemme un cumulo di rovine, infestato da sciacalli; distruggerà le città di Giuda cosicché nessuno possa viverci.(9:11[111])
- Dio avrà compassione di Israele e farà ritornare il suo popolo nella sua terra dopo averlo disperso tra le nazioni (Geremia 12:14,15[112]; 31:8-10;33:7[113]).

### Daniele
Vedi le profezie in Daniele 2, 5, 7, 8, 9:24-27
Abominio della desolazione:

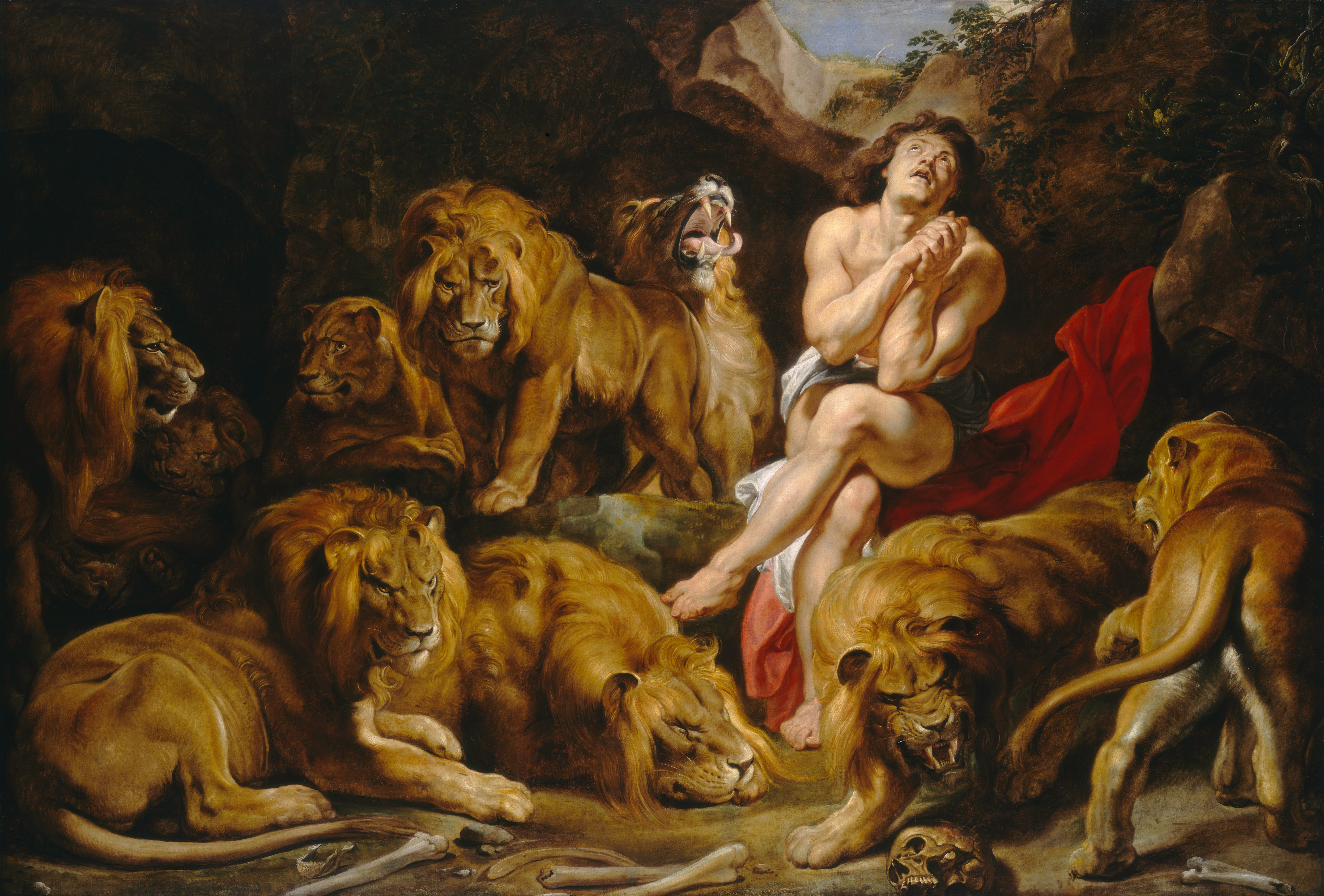
Daniele in mezzo ai leoni, di Peter Paul Rubens, 1613-15

La frase "abominio della desolazione" si riscontra in tre passi nel Libro di Daniele, tutti nel contesto letterario di visioni apocalittiche.

### Ezechiele

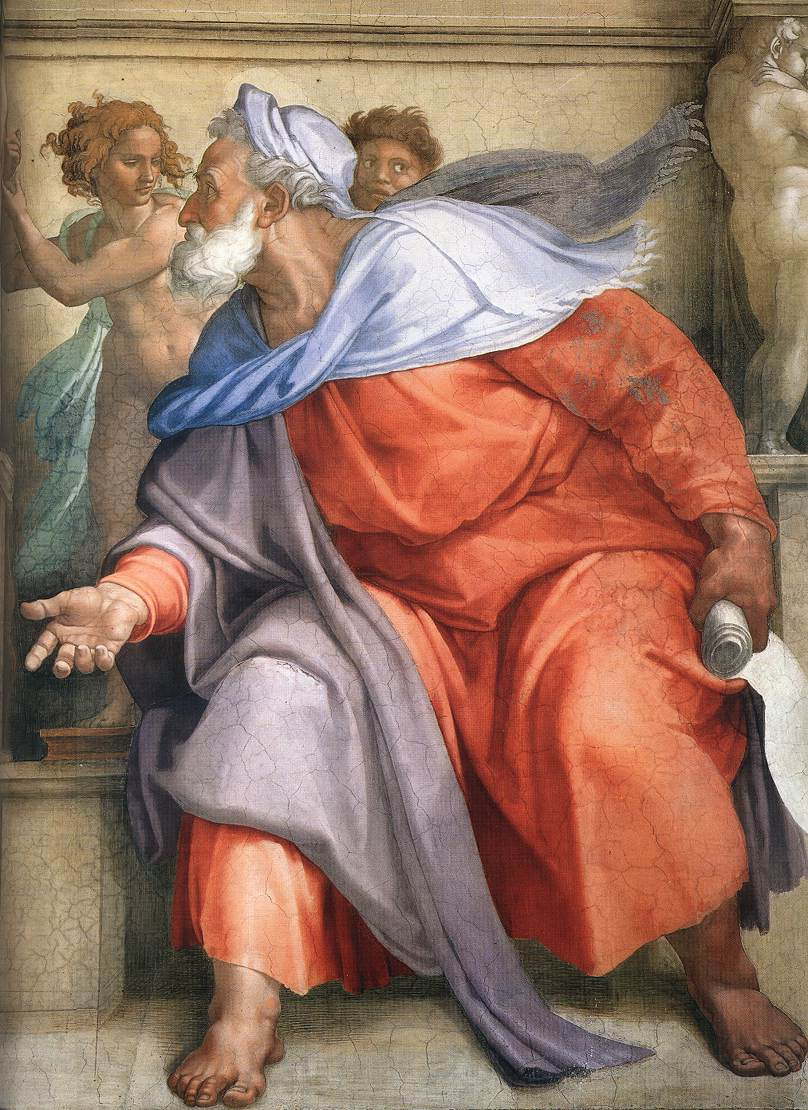
Il profeta Ezechiele (dettaglio), di Michelangelo (1510)

- Ezechiele profetizzò la distruzione permanente di Tiro. (Ezechiele 26:3-14[119])

Tiro era una città fortificata su un'isola con villaggi sulla terraferma, lungo la costa. Questi insediamenti costieri furono distrutti da Nabucodonosor II, ma dopo un assedio di 13 anni, dal 585 al 573 p.e.v., il Re di Tiro fece la pace con Nabucodonosor, andando in esilio e lasciando la città insulare intatta. Alessandro Magno usò le macerie dei villaggi per costruire una rampa verso l'isola, entrò nella città e la saccheggiò senza pietà. La maggior parte dei residenti fu uccisa in battaglia o venduta in schiavitù. Fu rapidamente ripopolata da coloni e cittadini scampati, ed in seguito riacquistò la sua indipendenza. Col tempo Tiro entrò comunque in declino e si ridusse a villaggio. Riecheggiando le parole di Ezechiele, lo storico Philip Myers scrive nel 1889: "La città non si riprese mai più dal colpo. Il sito di quella che una volta era stata una fiorente capitale marittima è ora "spoglia come la cima di una pietra", un luogo dove pochi pescatori stendono le proprie reti ad asciugare. Fonti più antiche si riferiscono spesso a quei luoghi come "villaggio di pescatori". Tuttavia si riprese e crebbe rapidamente nel XX secolo. Le rovine di parte dell'antica Tiro sono un sito protetto e possono esser visitate nella settore meridionale dell'isola mentre la Tiro moderna occupa la parte settentrionale e si estende sulla rampa di Alessandro fino alla terraferma. È oggi la quarta città più grande del Libano, con una popolazione di circa 60.000 abitanti.
- Ezekiel inoltre profetizzò la conquista dell'Egitto, la dispersione della sua intera popolazione (rimase disabitata per 40 anni), e il suo saccheggio da parte di Nabuccodonosor (Ezechiele 29:3[131] – Ezechiele 30:26[132]).

Ciò include l'affermazione che Dio renderà l'Egitto così debole che non dominerà mai più le altre nazioni. Il faraone Amasis (che scacciò Nabucodonosor) conquistò anche Cipro, governandola fino al 545 p.e.v. Nonostante fosse una potente nazione in tempi antichi, l'Egitto da allora fu dominato dai Persiani, Greci, Romani, Impero Bizantino, Impero Ottomano, Britannico e Francese, e ha avuto anche periodi di indipendenza da potenze straniere. Durante il periodo ellenistico, il frazionamento dell'impero di Alessandro Magno pose la Dinastia tolemaica (di origine greco-macedone) come sovrani d'Egitto: i Tolomei poi conquistarono e governarono la Cirenaica (ora Libia nordorientale), la Palestina e Cipro in veri periodi.
C'è un po' 'di incertezza tra gli studiosi moderni per quanto riguarda quando (e da chi) siano state scritte le varie parti del Libro di Ezechiele, rendendo quindi la datazione delle profezie difficile da determinare (cfr. Libro di Ezechiele).
Nabucodonosor invase l'Egitto verso il 568 p.e.v. Tuttavia gli eserciti di Faraone Amasis sconfissero i Babilonesi (sebbene l'autore non abbia elaborato i particolari e non ci siano noti resoconti dettagliati di questa invasione). Erodoto riporta che questo Faraone ebbe un regno lungo e fiorente. Gli Egizi furono conquistati dai Persiani nel 525 p.e.v.

### Profeti minori
- Amos profetizzò che, quando Israele sarà ripristinato, possiederà il resto di Edom. (Amos 9:12[142])
- Abdia profetizzò che Israele distruggerà la casa di Esaù nel giorno del Signore. (Abdia 18[143])
- Zaccaria profetizzò: "Mai vi passerà più l'oppressore, perché ora io stesso sorveglio con i miei occhi."[144]
- Il fiume dell'Antico Egitto (identificato col Nilo) si seccherà. (Zaccaria 10:11[145])
- Aggeo profetizzò: "Ancora un po' di tempo e io scuoterò il cielo e la terra, il mare e la terraferma." (Aggeo 2:6[146])
- Malachia profetizzò che Dio avrebbe mandato Elia prima del "grande e tremendo giorno del Signore" in cui il mondo sarà consumato dal fuoco. (Malachia 3[147]) (In Marco 9:13[148] e 17:11-13[149],

## Vangeli
Gesù afferma che Giovanni Battista aveva realizzato la profezia, nonostante l'apparente diniego del Battista in Giovanni 1:21).

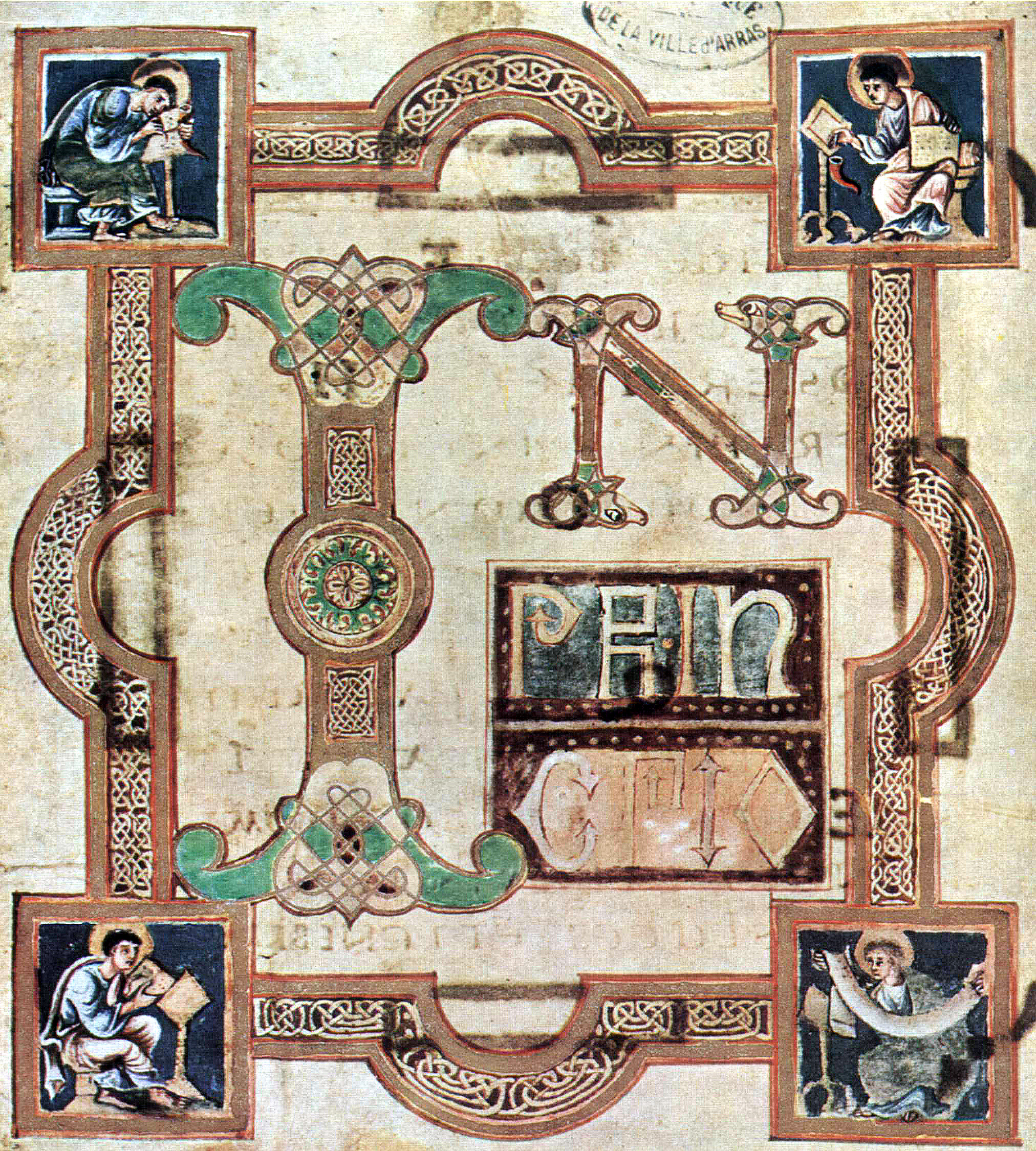
Miniatura del Vangelo di Giovanni, artista franco-sassone (IX secolo)

- In Matteo 10[151], quando Gesù inviò i dodici discepoli, disse loro:

La reazione cristiana è varia:
Versetti come Atti 7:4-5 e Ebrei 11:13 indicano che ciò non avvenne durante il tempo di Abramo. Il biblista F. F. Bruce asserisce che ciò si realizzò durante il regno di Davide. Scrive:
Gli studiosi "preteristi" spiegano questo versetto come se si riferisse alla distruzione del Tempio di Gerusalemme nel 70 e.v. con la frase "prima che venga il Figlio dell'uomo" che significhi prima del giudizio della nazione d'israele e della città di Gerusalemme per aver rifiutato Gesù come messia. Non accettano l'interpretazione di Matteo 10:23 come riferimento ad una seconda venuta di Gesù perché Gesù parla a suoi discepoli delle città di Israele:
Il commentario della Bibbia Wycliffe dissente da questa opinione:
- In Matteo 12:40[159] Gesù dice:

Secondo Marco 15:42-46, Gesù fu sepolto il venerdì notte e secondo Matteo 28:1-6 e Giovanni 20:1, la tomba di Gesù fu trovata vuota all'alba della domenica. È consuetudine per le nazioni orientali contare parte di un giorno come giorno intero di 24 ore.
- Gesù profetizza in Matteo 16:27-28[168]:

Le reazioni cristiane sono state di vario genere:
I Preteristi rispondono che Gesù non voleva significare la sua seconda venuta ma una dimostrazione della sua potenza, quando dice "venire nel suo regno". Secondo questa opinione, ciò venne realizzato dalla distruzione del Tempio di Gerusalemme nel 70 e.v. quando alcuni degli Apostoli erano ancora in vita e quindi confermavano la parola di Gesù che solo alcuni non sarebbero morti. Altri sostengono che si riferisca alla Trasfigurazione. Il Commentario Biblico Wycliffe afferma:
- Gesù profetizza anche a Caifa (Matteo 26:64[177]):

La traduzione "voi vedrete" in greco è "ὄψεσθε" [opheste, dall'infinito optomai] che è plurale. Gesù intendeva che gli ebrei, e non solo il Sommo Sacerdote, avrebbero visto la sua venuta.
- Gesù dichiarò nei testi evangelici di Matteo, Luca e Giovanni che Pietro lo avrebbe rinnegato tre volte prima del canto del gallo. Marco afferma che il gallo cantò dopo la prima negazione e anche dopo la terza.

Gli esegeti cristiani argomentano che il primo canto del gallo semplicemente manca da Matteo, Luca e Giovanni. In Matteo 26:34, Luca 22:34 e Giovanni 13:38, Gesù predice tre dinnieghi di Pietro prima del canto del gallo. Matteo 26:69-75, Luca 22:54-62, Giovanni 18:15-27 riportano la realizzazione di questa profezia. In Marco 14:30, Gesù parla di due canti, e ciò viene confermato in Marco 14:66-72 come adempiuto. I cristiani sostengono che Matteo, Luca e Giovanni rimossero il primo canto del gallo e diminuirono (Luca addirittura l'eliminò) l'uscita parziale di Pietro dopo il primo dinniego (riportato da Marco). Se Marco era l'"interprete di Pietro", ne avrebbe ottenuto informazione diretta e quindi verrebbe considerato una fonte più attendibile.
- Matteo 24:1-2[190] narra (cfr. Luca 21:6[191]):

I Preteristi affermano che questi versetti sono metaforici. Altri sostengono che la distruzione del Tempio nel 70 realizzò la profezia nonostante l'esistenza dell'attuale Muro Occidentale. Il Commentario IVP Bible Background Commentary riporta:
Le parti del muro a cui Gesù si riferisce nel versetto potrebbe non aver incluso il Muro Occidentale. Evidenza archeologica recente attesta che la parte di muro occidentale del Tempio non fu completata fino alla data incerta del 16 d.C o successivamente.
- Matteo 24:7-8[198] fa parte della risposta di Gesù ai discepoli nel v. 3, che chiedono: "Dicci, quando avverranno queste cose? E quale sarà il segno della tua venuta e della fine dell'età presente?" Dichiara:

La parte sulle carestie di questo versetto è stata spesso associata al terzo sigillo dell'Apocalisse (Apocalisse 6:5-6) e l'aspetto delle pestilenze e terremoti è stato spesso associato con il quarto sigillo dell'Apocalisse (6:7-8). La presenza del termine "doglie di parto" potrebbe rappresentare tempi migliori in futuro. Gli studiosi testamentari rimarcano che tali eventi sono sempre accaduti sulla terra e quindi il versetto deve riferirsi ad un notevole aumento nella loro intensità.
Esistono inoltre esempi di citazioni erronee o irreperibili, citazioni da profeti riportate dai primi cristiani:
- Matteo 27:9[203] parafrasa Zaccaria 11:12,13[204] in merito all'acquisto di un campo coi trenta denari, ma attribuisce il detto a Geremia. Geremia viene descritto che compra una campo (Geremia 32:6-9[205]) ma lo paga diciassette sicli d'argento invece che trenta.

Scrittori cristiani hanno dato varie risposte. Una è che l'uso di Geremia si intende riferito a tutti i libri di profezia. Un'altra è che, anche se Geremia l'avesse detto (come riportato da Matteo), non ne è sopravvissuta traccia. Una terza risposta è che questo era il risultato di un errore di scrittura a causa della differenza di una singola lettera nelle versioni abbreviate dei nomi.
- Matteo 2:23[207] fa riferimento ad una profezia realizzata da Gesù mentre viveva a Nazaret, che non si trova nell'Antico Testamento.

I biblisti cristiani hanno fornito parecchie risposte. Una di queste è che tale profezia non è sopravvissuta ad oggi. Una seconda è che la parola greca nazaret non significa "Nazareno" ma si collega all'ebraico netzer che può essere tradotto con 'ramo'. Una terza possibilità è che il versetto non è un detto profetico ma riflette semplicemente un requisito dell'Antico Testamento dove il Messia deve essere tenuto in disprezzo, (Salmi 22:6-8;69:9-11;19-21, Isaia 53:2-4;7-9); o nel Nuovo Testamento, dove si riporta che i nazareni hanno fama di essere degli inetti (Giovanni 1:46;7:52).
- Marco 1:2-3[212] cita sia da Malachia 3:1[213] che da Isaia 40:3[214], ma attribuisce solo ad Isaia.

Alcuni studiosi replicano che ciò accade perché il riferimento di Malachia era semplicemente un'introduzione, il che rende il passo molto meno significativo di Isaia 40:3, facendo attribuire il tutto al profeta Isaia. Altre ragioni apportate sono che l'autorità di Isaia era considerata più elevata di Malachia e che il testo di Isaia era meglio conosciuto.

### Lettere di Paolo

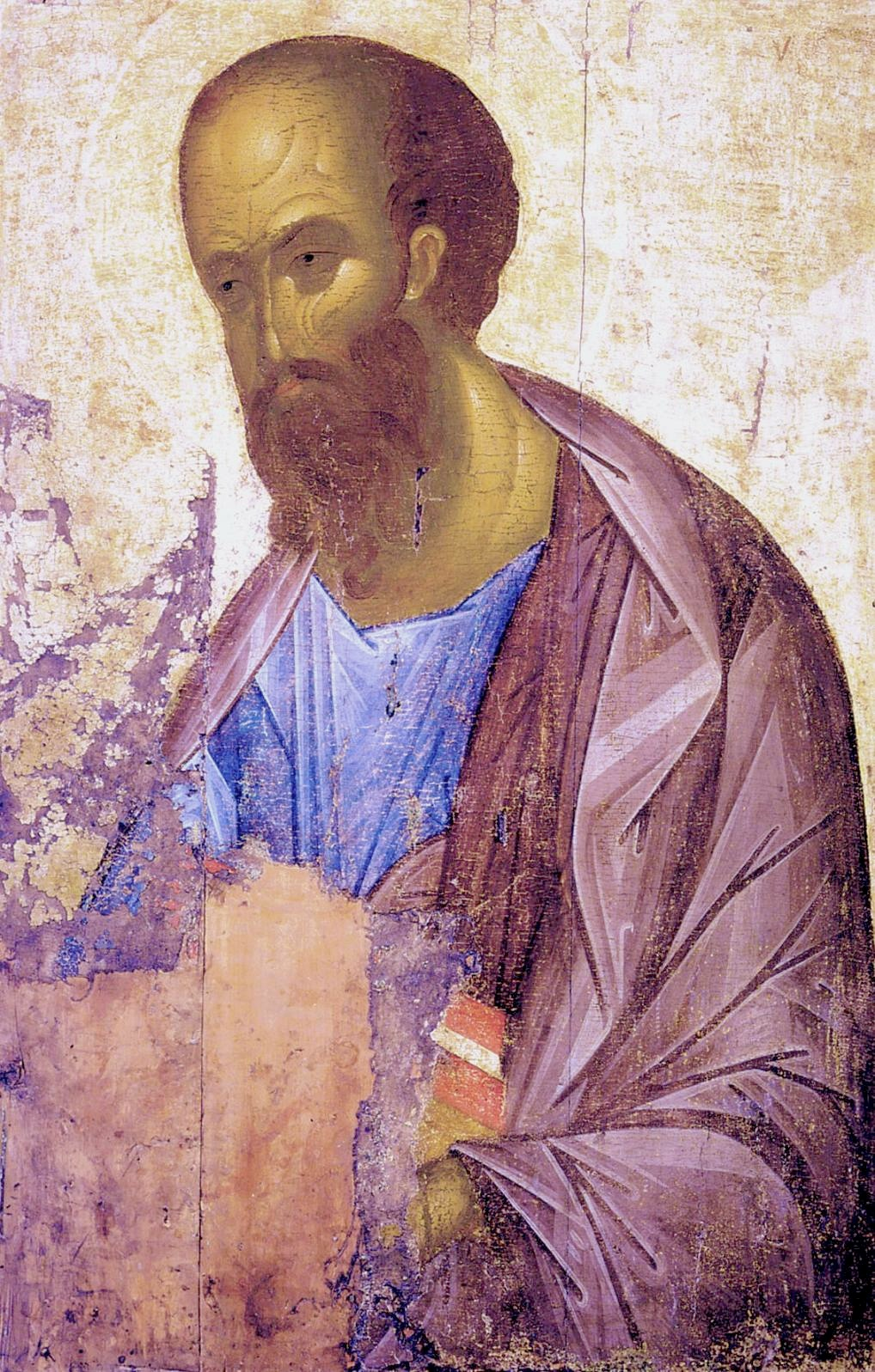
Icona di Paolo di Tarso (Andrei Rublev, 1407)

- Paolo Apostolo profetizzò sulla Seconda venuta:

Gli esegeti cristiani sostengono che Paolo parli della sua stessa presenza alla fine del mondo solo ipoteticamente. Indicano come Paolo successivamente affermi che il Giorno del Signore arriverà come un "ladro di notte"(1 Tessalonicesi 5:1-2) che è una frase che Gesù stesso usa (Matteo 24:43-44) esprimendo l'impossibilità di predire la sua seconda venuta (Matteo 24:36).
- Paolo profetizzò in 1 Tessalonicesi 5:2-11[224]: "Infatti voi ben sapete che come un ladro di notte, così verrà il giorno del Signore. E quando si dirà: "Pace e sicurezza", allora d'improvviso li colpirà la rovina, come le doglie una donna incinta; e nessuno scamperà."
- In 2 Tessalonicesi 2:3-4[225], Paolo profetizzò che l'Uomo iniquo si siedrà nel tempio di Dio, additando se stesso come Dio. Il Tempio di Gerusalemme fu distrutto nel 70 e.v.

Ci sono vari tentativi di spiegare il termine "sedersi nel tempio di Dio". Alcuni lo prendono come un attributo divino che l'Uomo iniquo si arroga e quindi non si può stabilire nessuna conclusione di tempo e di luogo. Molti nella prima Chiesa, come Ireneo, Ippolito di Roma, Origene e Cirillo di Gerusalemme, credevano che un vero Terzo tempio sarebbe stato ricostruito dall'Anticristo prima della seconda venuta di Gesù, mentre Girolamo e Giovanni Crisostomo riferivano il Tempio alla Chiesa. Anche alcuni studiosi moderni collegano la frase "tempio di Dio" alla Chiesa, asserendo che Paolo usa tale termine altre cinque volte al di fuori di 2 Tessalonicesi e non la connette ad un tempio in senso letterale.
- 1 Timoteo 4:1-3[229] dice: "Lo Spirito dichiara apertamente che negli ultimi tempi alcuni si allontaneranno dalla fede, dando retta a spiriti menzogneri e a dottrine diaboliche, sedotti dall'ipocrisia di impostori, già bollati a fuoco nella loro coscienza. Costoro vieteranno il matrimonio, imporranno di astenersi da alcuni cibi che Dio ha creato per essere mangiati con rendimento di grazie dai fedeli e da quanti conoscono la verità. "

I Padri della Chiesa come Giovanni Crisostomo, che erano vissuti al tempo degli gnostici, dei marcioniti, degli encratiti, dei manichei — che rifiutavano il matrimonio cristiano e la consumazione della carne perché credevano che tutta la carne provenisse da un principio maligno — asserivano che questo testo si riferisse a tali sette e che quindi si trovavano "negli ultimi giorni". Il teologo protestante John Gill credeva che ciò si riferisse al Codice di diritto canonico della Chiesa cattolica, particolarmente al celibato ecclesiastico e alla Quaresima come promulgati dalla chiesa medievale.
- Paolo scrisse in Romani 13:11,12[233]: "...la nostra salvezza è più vicina ora di quando diventammo credenti. La notte è avanzata, il giorno è vicino."

Alcuni studiosi cristiani credono che i vv. 11-14 si riferiscano all'era di salvezza che inizia con la risurrezione di Cristo e si realizza negli ultimi giorni. Quindi pensano che l'affermazione che Paolo fa qui sulla salvezza, sia un'affermazione che possono fare tutti i cristiani e non solo Paolo al suo tempo. Alcuni considerano questo versetto come se indicasse che non ci saranno eventi profetizzati o salvezza prima della venuta di Gesù. Coloro che detengono la convinzione che Paolo abbia in prospettiva una durata più lunga di tempo puntano al suo contesto in Romani 11, che descrive il pentimento di tutto Israele in futuro. Sottolineano inoltre il piano di Paolo di visitare Roma e altri posti in Occidente in Romani 15, come ad indicare che non credesse che il ritorno di Cristo sarebbe stato così presto da doverlo semplicemente aspettare.

### Altri libri del Nuovo Testamento
- La Lettera di Giuda cita una profezia dal pseudepigrafico Libro di Enoch (Giuda 14-15[241]). I cristiani hanno sostenuto che un libro canonico che cita da una fonte non canonica non porta tale fonte allo stesso livello; citarla enfatizza soltanto il punto sostenuto dall'altro autore. Affermano inoltre che l'Antico Testamento cita libri mai usati nel canone, come Giosuè 10:13[242] e 2 Samuele 1:18[243] che citano dal Libro del Giusto (o "Libro di Jashar", in ebraico ספר הישר‎? sēfer ha yāšār) e nel Nuovo Testamento cita gli scrittori pagani Arato (Atti 17:28[244]), Menandro (1 Corinzi 15:33[245]) e Epimenide (Tito 1:12[246]).[247] Viene anche asserito che l'autore di Giuda potrebbe aver saputo che il testo di 1 Enoch 1:9 che stava citando era in realtà una forma di midrash di Deuteronomio 33:2[248],[249] così la profezia è originariamente quella di Mosè, non "Enoch il Settimo da Adamo" (intestazione di 1En.60:8).[250]

### Apocalisse di Giovanni
- In questo testo del I secolo, Gesù viene descritto che annuncia alle Sette Chiese dell'Asia (Apocalisse 1:3[251], Apocalisse 1:7[252]) che verrà "presto" (Apocalisse 22:7[253], Apocalisse 22:10[254]).

La parola "presto" (altre traduzioni usano "tra poco" o "rapidamente") non deve essere compresa nel senso di un futuro prossimo, troppo vicino. Lo studioso norvegese Thorleif Boman spiega che gli Israeliti, a differenza degli europei o altri popoli dell'Occidente, non consideravano il tempo come qualcosa di misurabile o calcolabile secondo il pensiero ebraico, ma come qualcosa di qualitativo:
In questo modo, l'uso di "presto" può significare che questo sarà il prossimo evento significativo che accadrà con certezza.

## Profezie messianiche nell'Ebraismo
I seguenti sono i requisiti scritturali dell'Ebraismo a riguardo del Messia, le sue azioni ed il suo regno. Le fonti ebraiche insistono che il Messia realizzerà le profezie completamente, nella loro interezza. Alcuni cristiani sostengono che alcune di tali profezie siano associate con una presunta seconda venuta, mentre gli studiosi ebrei affermano che non esiste il concetto di una seconda venuta nella Bibbia ebraica.
- Il Sinedrio sarà ripristinato (Isaia 1:26[258]).[259]
- Una volta stabilito come Re, i leader di altre nazioni si rivolgeranno a lui per essere guidati (Isaia 2:4[260]).[259]
- Il mondo intero adorerà il Dio Unico di Israele (Isaia 2:17[261])[259][262]
- Gli ebrei ritorneranno ad osservare la Torah pienamente e a praticarla.[259]
- Egli discenderà da Re Davide (Isaia 11:1[263]) e da Salomone (1 Cronache 22:8-10[264])[265]
- Il Messia sarà un uomo di questo mondo, un ebreo osservante con "timore di Dio". (Isaia 11:2[266])[259]
- Il male e la tirannia non resisteranno davanti al suo comando. (Isaia 11:4[267])[259]
- La conoscenza di Dio riempirà il mondo (Isaia 11:9[268])[259]
- Egli includerà e attrarrà genti di tutte le culture e nazioni (Isaia 11:10[269])[259]
- Tutti gli Israeliti ritorneranno in Terra d'Israele (Isaia 11:12[270])[259]
- La Morte verrà per sempre annichilita, annullata. Non ci sarà più fame o malattie e non si morirà più (Isaia 25:8[271])[259]
- Tutti i morti risorgeranno. Secondo lo Zohar ciò accadrà quaranta anni dopo l'arrivo del messia (Isaia 26:19[272])[259]
- Il popolo ebraico proverà la gioia perenne e la felicità (Isaia 51:11[273])[259]
- Sarà un messaggero di pace (Isaia 52:7[274]).[259]
- Le nazioni riconosceranno i torti fatti ad Israele (Isaia 52:13;53:5[275])[259]
- I popoli del mondo si rivolgeranno agli ebrei per guida spirituale (Zaccaria 8:23[276])[259]
- Le città diroccate di Israele saranno restaurate (Ezechiele 16:55[277])[259]
- Le armi da guerra saranno distrutte (Ezechiele 39:9[278])[259]
- Il Tempio sarà ricostruito. (Ezechiele 40[279]) ripristinando molti dei 613 comandamenti sospesi.[259]
- Ricostruirà il tempio ebraico a Gerusalemme (Michea 4:1[280]).[262][265]
- Radunerà il popolo ebraico dall'esilio e li riporterà a israele (Isaia 11:12;27:12,13[281])[265]
- Porterà pace nel mondo (Isaia 2:4;11:6[282], Michea 4:3[283])[262][265]
- Influenzerà il mondo intero a riconoscere e servire un Dio Unico (Isaia 11:9;40:5[284], Sofonia 3:9[285]).[265]
- Perfezionerà quindi il mondo intero ad adorare e servire Dio insieme (Sofonia 3:9[286]).[259]
- Egli esaudirà i desideri del tuo cuore (Salmi 37:4[287]).[259]
- Trasformerà la terra arida e la farà diventare fertile ed abbondante (Isaia 51:3[288], Amos 9:13-15[289], Ezechiele 36:29,30[290], Isaia 11:6-9[291])[259]

## Gesù

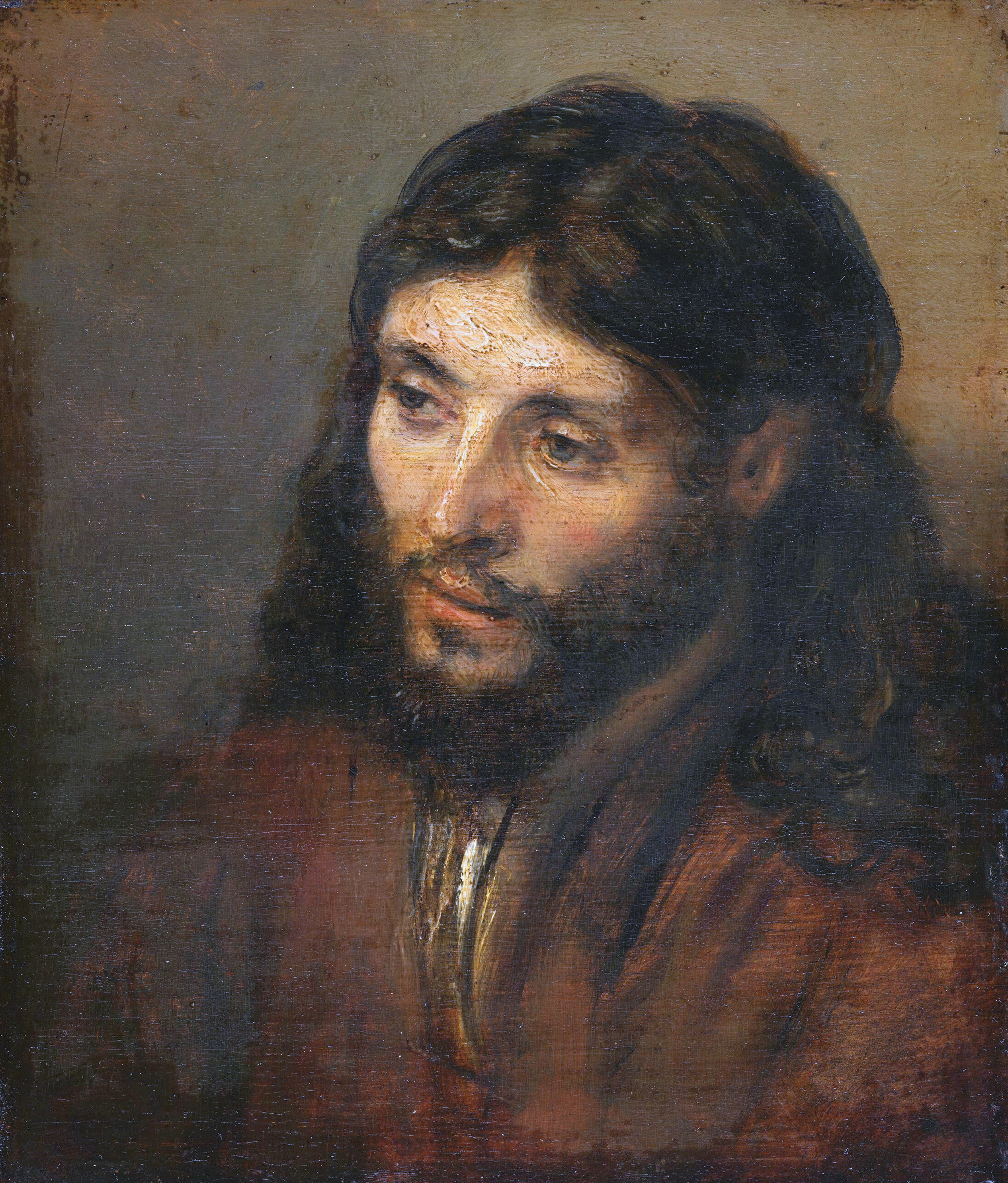
Cristo, di Rembrandt (1648)

Mentre gli studiosi biblici citano i seguenti passi come profezie che farebbero riferimento alla vita, condizione, e lascito di Gesù, gli esegeti ebraici sostengono che tali passaggi non siano profezie ma traduzioni erronee o interpretazioni sbagliate dei testi ebraici.
- Deuteronomio 18:18[292]
- Isaia 7:14 – Matteo 1:22,23[293] afferma che "La vergine concepirà e partorirà un figlio che sarà chiamato Emmanuele – che significa 'Dio con noi'." Tuttavia la traduzione ebraica di quel passo legge: "Ecco, la giovane donna è gravida e partorirà un figlio che ella chiamerà Emmanuele."[265] Isaia 7[294] parla di una profezia fatta al re israelita Acaz per calmare i suoi timori in merito a due re invasori (quelli di Damasco e di Samaria) che si stavano preparando ad assalire Gerusalemme, circa 600 anni prima della nascita di Gesù. Isaia 7:16[295]: "Poiché prima ancora che il bimbo impari a rigettare il male e a scegliere il bene, sarà abbandonato il paese di cui temi i due re."
- Isaia 53[296] – Secondo molti cristiani, l'"uomo dei dolori", servo sofferente, di cui al presente capitolo è in realtà un riferimento alla crocifissione e alla sofferenza di Gesù sulla croce per espiare i peccati dell'umanità. Tuttavia, secondo il commentatore Bibbia Rashi, il servo sofferente descritto in Isaia 53 è in realtà il popolo ebraico: a volte Isaia menziona gruppi di persone, come se fossero una sola persona.
- Isaia 9:1,2[297] – In Isaia il passo descrive come gli invasori assiri siano sempre più aggressivi man mano che avanzano verso il mare, mentre Matteo 4:13-15[298] ha reinterpretato la descrizione come profezia che afferma che Gesù si sarebbe avviato verso la Galilea (senza allusioni a diventare più aggressivo). Mentre Matteo usa il Septuaginta di Isaia, nel testo masoretico ci si riferisce alla regione dei gentili invece che alla Galilea delle nazioni.
- Daniele 9:24-27[299] – La Bibbia Diodati mette l'articolo determinativo davanti a "il Messiah il principe" (9:25[300]). L'ebraico originale non legge "il Messia il Principe" ma, non avendo articolo, deve essere tradotto "un mashiach, un principe".[301] La parola mashiach ["unto", "messia"] non viene mai usata nella Scritture ebraiche come nome proprio, ma come un titolo di autorità di un re o sommo sacerdote. Quindi una corretta interpretazione dell'ebraico originale sarebbe: "un unto, un principe".[302]
- Osea 11:1 – Matteo 2:14[303] riporta: "Egli dunque si alzò, prese di notte il bambino e sua madre, e si ritirò in Egitto. Là rimase fino alla morte di Erode, affinché si adempisse quello che fu detto dal Signore per mezzo del profeta: «Fuori d'Egitto chiamai mio figlio»" Tuttavia quest'ultimo legge: "Quando Israele era giovinetto, io l'ho amato e dall'Egitto ho chiamato mio figlio."
- Salmi 22:16[304] – la maggioranza delle versioni italiane traduce questo versetto con "hanno forato le mie mani e i miei piedi", basandosi sul Septuaginta. Tuttavia esiste una controversia, nella maggioranza delle versioni cristiane occidentali, sul questa traduzione, poiché il testo masoretico ebraico legge כארי ידי ורגלי ("come un leone le mie mani ed i miei piedi").[305]
- Salmi 16:10[306]
- Salmi 34:20[307]
- Salmi 69:21[308]
- Isaia 9:5[309] – Il versetto dice: "Poiché un bambino è nato per noi, ci è stato dato un figlio. Sulle sue spalle è il segno della sovranità ed è chiamato: Consigliere ammirabile, Dio potente, Padre per sempre, Principe della pace."
- Salmi 110:1[310] – Matteo 22:44[311] riporta: "Ha detto il Signore al mio Signore: Siedi alla mia destra, finché io non abbia posto i tuoi nemici sotto i tuoi piedi?" Sebbene l'ebraico non abbia lettere maiuscole, la traduzione ebraica del passo legge: "Il Signore ha detto al mio lord" indicando che non sta parlando di Dio.[312]
- Michea 5:1-2[313] – Matteo 2:6[314] cita questa profezia quale realizzazione della profezia "E tu, Betlemme, in terra di Giuda, non sei certo la minima fra i principi di Giuda, perché da te uscirà un capo, che pascerà il mio popolo Israele." Il versetto nell'Antico Testamento legge "Ma tu, o Betlemme Efratah, anche se sei piccola fra le migliaia di Giuda, da te uscirà per me colui che sarà dominatore in Israele, le cui origini sono dai tempi antichi, dai giorni eterni." Descrive il clan di Betlemme, che era il figlio della seconda moglie di Caleb, Efrathah (1 Cronache 2:18;2:50–52;4:4[315]).
- Zaccaria 12:10[316] – Secondo molti cristiani questo passo predice che guardano il Messia, colui che hanno trafitto, mentre la grazia di Dio viene riversata sulla Casa di Davide (Israele) e la città di Gerusalemme.
- Zaccaria 9:9[317] – Il Vangelo di Matteo descrive l'entrata trionfale di Gesù nella Domenica delle Palme quale realizzazione di questo versetto nel Libro di Zaccaria. Matteo propone la profezia in termini di un puledro e di un'asina, mentre l'originale menziona solo il puledro. Matteo 21:1–5[318] riporta:

. La traduzione ebraica della profezia legge:
I vangeli di Marco, Luca e Giovanni affermano che Gesù inviò i suoi discepoli a prendere un solo animale (Marco 11:1-7, Luca 19:30-35, Giovanni 12:14,15). I critici sostengono che questa sia una contraddizione, ironizzando sull'idea che Gesù possa cavalcare su due animali simultaneamente. Una delle repliche è che il testo riporti che Gesù cavalcava un puledro accompagnato da un'asina, forse sua madre.
- Matteo 2:17,18[323] propone la Strage degli innocenti di Erode quale adempimento di una profezia di Geremia in vv. 31:15-23[324]: "Una voce si ode da Rama, lamento e pianto amaro:

Rachele piange i suoi figli, rifiuta d'essere consolata perché non sono più. (La frase "perché [i suoi figli] non sono più" si riferisce alla cattività assira dei figli di Rachele. I versetti successivi descrivono il loro ritorno a Israele.)
- 2 Samuele 7:14[325] – Ebrei 1:5[326] cita questo versione del versetto: "Io sarò suo Padre ed egli sarà mio Figlio".

## Maometto

Il nome Muhammad scritto in "Thuluth", variazione della Calligrafia araba

Questi passi biblici sono stati interpretati da alcuni studiosi musulmani come riferimenti profetici a Maometto (in arabo ﺍﺑﻮ ﺍﻟﻘﺎﺳﻢ محمد بن عبد الله بن عبد ﺍﻟﻤﻄﻠﺐ ﺍﻟﻬﺎﺷﻤﻲ ‎?, Abū l-Qāsim Muḥammad ibn ʿAbd Allāh ibn ʿAbd al-Muţţalīb al-Hāshimī). tale affermazione è sempre stata inaccettabile alla maggioranza dei biblisti. Quanto segue sono le interpretazioni di vari brani della Bibbia da parte di studiosi musulmani.
- Genesi 21:13,18[327] – Dio promette di rendere Ismaele una grande nazione. Ismaele è il fratellastro di Isacco, padre degli ebrei. Ismaele è il bisnonno di Maometto e, secondo la tradizione, è l'antenato del popolo arabo.[328]
- Deuteronomio 18:18[329] e 33:1,2[330] – Dio promette di "suscit[are] per loro un profeta come te (=Mosè) di mezzo ai loro fratelli". Studiosi musulmani interpretano "fratelli" quale riferimento agli ismaeliti, antenati di Maometto.[328] I musulmani credono che Maometto somigliasse a Mosè come padre sposato, guerriero, legiferatore, costretto ad emigrare, non allevato da genitori.[331]
- Abacuc 3:3[332] – L'emigrazione di Maometto dalla Mecca alla Medina,[328] poiché secondo Genesi 21:21[333] il deserto di Paran era il luogo dove Ismaele si stabilì (cioè Arabia, nello specifico, la Mecca).[334]
- Isaia 21:13-17[335] – Arabia è la terra promessa[328]
- Isaia 29:12[336] conferma il modo in cui Maometto ricevette la sua rivelazione dall'angelo Gabriele.[337]
- Giovanni 1:19-25[338][339] narra che a Giovanni Battista fu chiesto se fosse lui "il Profeta" dopo che aveva negato di essere il Messia o Elia. Il predicatore islamico Ahmed Deedat disse che questa era una profezia su Maometto.[328][340]
- Giovanni 14:16;15:26;16:7[341] e Giovanni 18:36[342][343] – Questi versetti descrivono un Paracleto o consolatore. Giovanni 14:26[344],[345] lo identifica con lo Spirito Santo, mentre gli esegeti musulmani dubitano del significato sottinteso al termine.[328][346]
- Giovanni 16:12-14[347] – Il Consolatore avrebbe portato gli insegnamenti completi.[328] I biblisti cristiani sostengono che in realtà questa profezia fosse la discesa dello Spirito Santo nel giorno della Pentecoste.[348][349][350]
- Matteo 21:42-44[351] – La pietra scartata, secondo l'interpretazione islamica di questi passi biblici, è la nazione dei discendenti di Ismaele che fu vittoriosa contro tutte le superpotenze del suo tempo. "Vi sarà tolto il regno di Dio e sarà dato a un popolo che lo farà fruttificare. Chi cadrà sopra questa pietra sarà sfracellato; ma qualora essa cada su qualcuno, lo stritolerà"."[328]
- Atti 3:20-22[352] - Maometto arriva prima del secondo avvento di Gesù.[328]

## Báb e Bahá'u'lláh
I Bahá'í credono che Bahá'u'lláh sia il ritorno di Cristo "nella gloria del Padre" e che i passi biblici sotto riportati furono adempiuti dalla venuta di Báb e Bahá'u'lláh, le due manifestazioni più recenti di Dio, nel 1844 e 1863 e.v. rispettivamente.
- Daniele 8:14[354] – Secondo il "principio giorno/anno",[355] questo periodo di 2300 giorni viene interpretato come 2300 anni.[353] Beginning in the year of an edict by Artaxerxes to rebuild Jerusalem (457 B.C.), this period ends in the year 1844 AD.
- Micah 7:12–15 – Prophesies the place of the second appearance of Christ. Bahá'u'lláh proclaimed He was the Promised One in Baghdad, one of the main centers of the Assyrian Empire.[356]
- Apocalisse 11[357], che si riferisce ad un periodo di 1260 anni, "il ciclo del Qur'án", che termina nell'anno 1844 e.v. (anno 1260del calendario islamico).[358]
- Apocalisse 12:1–6[359], che nuovamente fa riferimento ad un periodo di 1260 anni secondo il principio del giorno/anno (cfr. supra).[360]

## Libro di Mormon
I mormoni credono che i seguenti passi biblici profetizzino o comunque supportino la provenienza del Libro di Mormon:
- (Tavole d'oro escono dalla terra) – La verità germoglierà dalla terra e la giustizia si affaccerà dal cielo (Salmi 85:11[361]).
- (Libro di Mormon = Bastone di Giuseppe; Bibbia = Bastone di Giuda) –

- (Il popolo nel Libro di Mormon sono le "altre pecore" menzionate da Gesù) – "Come il Padre conosce me e io conosco il Padre; e offro la vita per le pecore. E ho altre pecore che non sono di quest'ovile; anche queste io devo condurre; ascolteranno la mia voce e diventeranno un solo gregge e un solo pastore." (Giovanni 10:15-16[362])
- (Il Libro di Mormon è una seconda testimonianza della verità) – "QUESTA è la terza volta che vengo da voi. Ogni questione si deciderà sulla dichiarazione di due o tre testimoni." (2 Corinzi 13:1[363])
- (Moroni viene riconosciuto come un angelo che porta il vangelo nella forma del Libro di Mormon) – "Poi vidi un altro angelo che volando in mezzo al cielo recava un vangelo eterno da annunziare agli abitanti della terra e ad ogni nazione, razza, lingua e popolo. Egli gridava a gran voce: «Temete Dio e dategli gloria, perché è giunta l'ora del suo giudizio. Adorate colui che ha fatto il cielo e la terra, il mare e le sorgenti delle acque»." (Apocalisse 14:6,7[364])

## Interpretazioni conservatrici

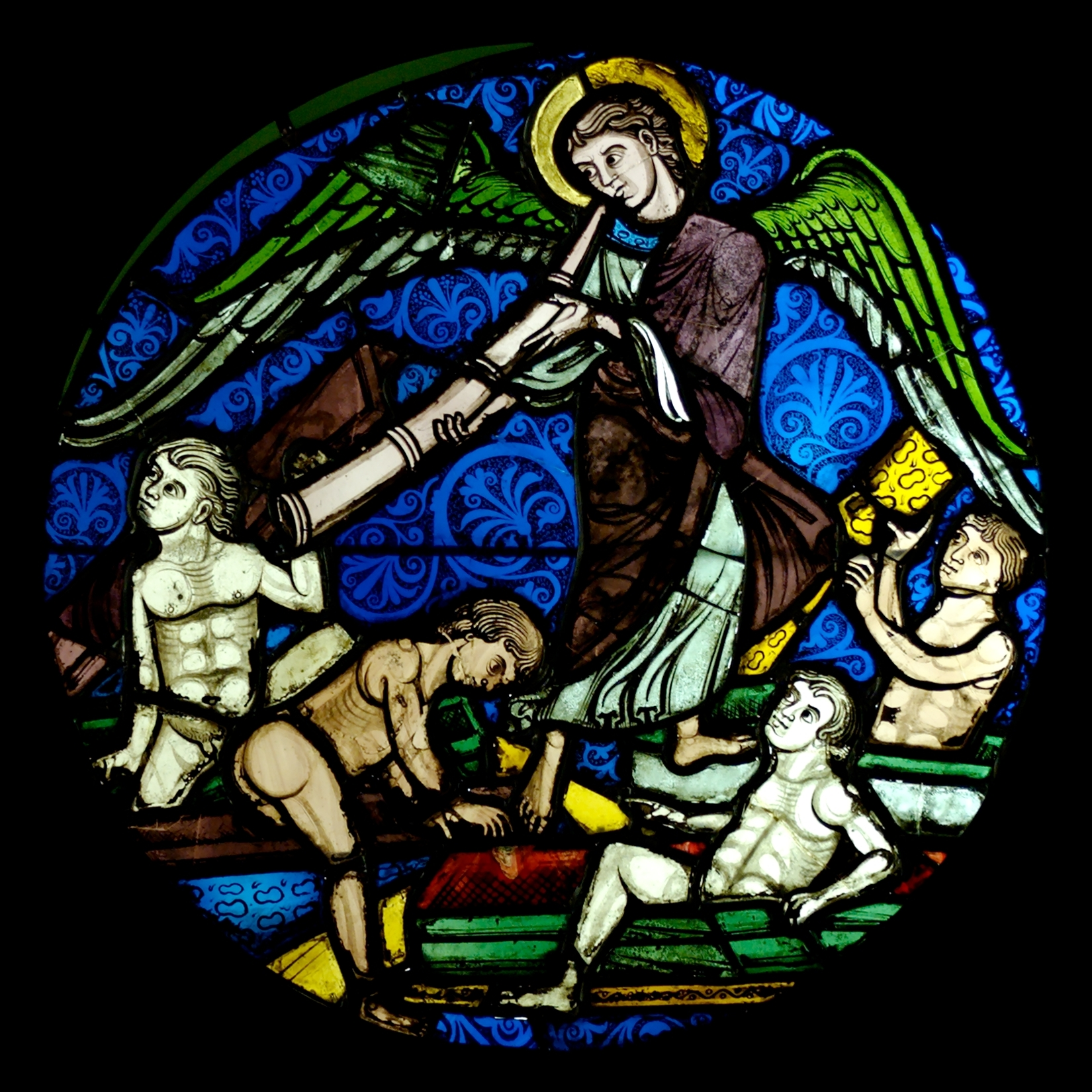
Resurrezione dei morti alla fine del mondo (vetrata della Sainte-Chapelle, Parigi 1893)

La profezia biblica viene ritenuta letteralmente vera da varie denominazioni cristiane conservatrici ed i relativi interpreti sostengno questo principio fornendo dettagli delle profezie che sono state realizzate. Secondo questa opinione di solito si afferma che nessuna profezia biblica si è finora dimostrata falsa, né mai succederà che lo sia. È quindi compito dell'interprete trovare un significato che sia vero secondo le parole enunciate. Si disputa inoltre la legittimità dei profeti non biblici e dei parapsicologi. Gli accademici Peter Stoner e Hawley O. Taylor, per esempio, credono che le profezie bibliche siano troppo consistenti e dettagliate per potersi essere realizzate per caso. L'antropologo Arthur C. Custance (1910–1985) sosteneva che la profezia di Ezechiele su Tiro (Ezechiele 26:1-11;29:17-20) fosse alquanto rimarchevole.
Tali problemi interpretativi si collegano all'idea più generale di come certi passi biblici debbano essere letti o interpretati — concetto noto col titolo di Ermeneutica biblica. la profezia biblica è un'area che viene spesso discussa in merito all'apologetica cristiana. Letture ebraiche tradizionali della Bibbia in genere non riflettono la stessa attenzione ai dettagli delle profezie. Maimonide affermava che Mosè fosse il più grande dei profeti e che avesse ricevuto una rivelazione solo diretta. L'analisi della rivelazione a Mosè comprende l'insegnamento della legge e dell'etica più che di profezie predittive. Secondo la Guida dei perplessi di Maimonide, i profeti usarono metafore e analogie e, ad eccezione di Mosè, le loro parole non sono da prendere alla lettera.
Secondo il Talmud, la profezia cessò in Israele dopo la ricostruzione del Secondo Tempio. Tuttavia Maimonide dichiara che un profeta può essere identificato se le sue previsioni si avverano. Alcuni ebrei ortodossi credono che un futuro profeta, forse un nuovo Elia, individuerà il futuro Messia, la corretta posizione del Santo dei Santi e altre questioni essenziali al ripristino del culto ebraico.

## Adempimenti multipli
Alcuni interpreti sostengono che una profezia possa avere diversi adempimenti. Questa proposizione è offerta dallo studioso inglese Henry Kett (1761 – 1825) nel suo libro History the Interpreter of Prophecy (Storia l'interprete della Profezia) (1799), in cui delinea numerosi adempimenti delle profezie sull'Anticristo, con capitoli sul "potere papale", "Maomettanismo" e l'"Infedeltà" come parti di una lunga serie di adempimenti profetici.
Il vescovo protestante Samuel Horsley (1733–1806) affermò la definizione che "l'applicazione della profezia a qualsiasi di questi avvenimenti possiede tutte le caratteristiche di un'interpretazione vera" (riprodotta da J. W. Burgon nell'Appendice A di Inspiration and Interpretation, 1861). Il teologo australiano Desmond Ford definisce questa credenza chiamandola originalmente il "principio apotelesmatico".
Il teologo metodista Adam Clarke si associò al vescovo anglicano Thomas Newton nell'affermare che l"Abominio della desolazione" fosse una frase proverbiale che poteva includere eventi multipli “sostituiti o al posto di ordinanze di Dio, del Suo culto, della Sua verità, ecc.” Ciò permette di considerare alcuni, o tutti, i seguenti eventi quali adempimenti parziali simultanei di questa profezia:
- la ri-dedicazione a Zeus del Tempio da parte di Antioco IV nel 167 p.e.v.
- il culto delle insegne romane sul Monte del Tempio sotto Tito nel 70 e.v.
- la costruzione della Cupola della Roccia da parte del Califfo Omayyadi Abd al-Malik ibn Marwan verso il 690 e.v..

L'israelista britannico Howard Rand ha scritto: "poiché gli uomini sono stati in grado di vedere uno - e solo uno - adempimento, hanno perso la maggiore portata di questa profezia e la loro comprensione del messaggio completo è stata impedita... Inoltre, a causa delle applicazioni doppie, triple e quadruple di questa profezia ad eventi mondiali, una quantità enorme di storia è coinvolta nella lingua criptogrammica della visione."

## Futuro

### Fine dei giorni

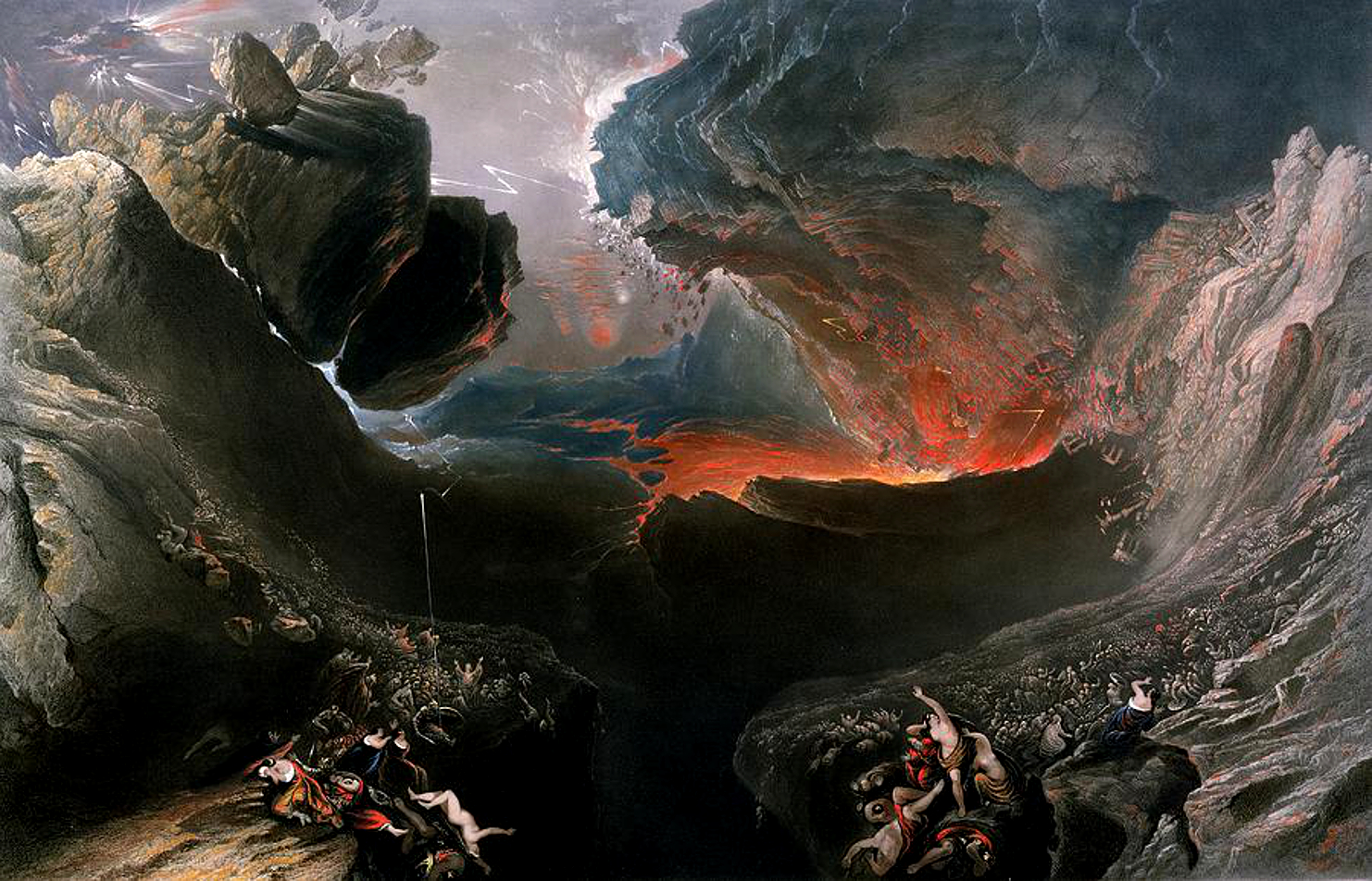
La Fine del mondo, dipinto noto anche col titolo Il Grande Giorno della Sua Ira (di John Martin, 1853)

Per la maggioranza delle confessioni cristiane, la profezia che Gesù ritornerà in terra (in una seconda venuta) è un'importante dottrina, confermata dalla sua inclusione nel credo niceno. Molte datazioni specifiche di questa previsione sono state dichiarate da individui e da gruppi, anche se molte di queste date sono scadute senza che le occorrenze si avverassero. Una dichiarazione ufficiale della Santa Sede vaticana, emessa nel 1993, asseriva: "siamo già all'ultima ora".
Riferimenti biblici che si afferma siano profezie della fine del mondo includono i seguenti:
- Isaia 2:2-3[376] - Il profeta Isaia dell'Antico Testamento profetizzò che, alla fine dei tempi il Regno di Dio sarebbe stato istituito a Gerusalemme, guida delle nazioni. Questa profezia venne anche asserita da Michea il Morastita (Geremia 26:18[377]).
- Osea 3:4-5[378] - Il profeta Osea indicò che alla fine dei giorni "torneranno gli Israeliti {alla loro terra] e cercheranno il Signore".
- Matteo 24:14[379] - Questa profezia predice che il Vangelo sarà predicato globalmente prima che arrivi la fine.
- Atti 2:17-20[380] - L'apostolo Pietro disse che alla fine del mondo Dio avrebbe fatto discendere il Suo Spirito su tutti i popoli e mostrato "prodigi in alto nel cielo

e segni in basso sulla terra... prima che giunga il giorno del Signore", giorno grande e tremendo.
- 2 Timoteo 3:1-13[381] - L'apostolo Paolo scrisse che ci sarebbero stati tempi difficili alla fine del mondo. I popoli avrebbero dimostrato una parvenza di, "mentre ne hanno rinnegata la forza interiore", degenerando moralmente.
- Ebrei 1:2[382] - L'autore della Lettera agli Ebrei scrisse che il mondo era già arrivato alla fine dei giorni.
- Giacomo 5:3-5[383] - Giacome scrisse che alla fine del mondo la gente avrebbe accumulato ricchezze provocando la propria distruzione.
- 3:3-8 Pietro[384] - L'apostolo Pietro indicò che alla fine dei tempi persino la gente religiosa avrebbe rinunciato all'idea del ritorno di Cristo.

### Codice biblico
Negli anni 1990 venne presentato un nuovo modo di interpretare profeticamente la Bibbia. Proposto dal matematico israeliano Eliyahu Rips, afferma che delle parole e frasi brevi siano nascoste nella Bibbia ebraica come sequenze di "lettere saltate" (ogni 30ª lettera, per esempio). La probabilità matematica che più parole in codice si verifichino all'interno della stessa area della Bibbia è stata calcolata da Rips come enormemente maggiore alla possibilità casuale, sebbene per i matematici con una formazione specifica in analisi statistiche pongano questa cifra a 1:2. Una spiegazione completa di come questo fenomeno si possa verificare naturalmente è stato in seguito pubblicato nel 1999 da Brendan McKay et al., mentre il codice biblico continua ad analizzato e discusso.

Il metodo principale che presuntamente porterebbe a decifrare messaggi significativi consiste nell'estrazione di "sequenze di lettere equidistanti", o ELS (dell'inglese Equidistant Letter Sequence). Per ottenere una ELS da un testo, bisogna scegliere un punto d'inizio (in principio, qualsiasi lettera) e saltare un certo numero di lettere, anche prescelto liberamente (ma costante) e può essere negativo (in sequenza all'indietro del testo). In seguito, cominciando dal punto d'inizio, si prelevano "meccanicamente" le lettere dal testo, senza scartarne nessuna e mantenendo costante la spaziatura di prelievo.
Per esempio, se si "estraggono" le lettere in grassetto nel ParagrafoSceltoDannoUnELS - si ottiene la sequenza "P-G-O-L-A-U-S". Il salto scelto è +4. Nella tecnica proposta da Rips e Drosnin gli spazi e la punteggiatura sono palesemente trascurati.
Frequentemente più di un ELS relativo può apparire simultaneamente in una formazione di lettere ELS. Questa si ottiene scrivendo il testo in una griglia regolare, con esattamente lo stesso numero di lettere in ciascuna linea, ed in seguito si sceglie di tagliare un rettangolo nella griglia di lettere.

Sistemazione delle lettere dal testo inglese della Genesi 26:5–10 in una griglia di 21 colonne; una estrazione di lettere formanti parole che danno come risultato "Bible" e "code". Miriadi di altri intervalli numerici e la selezioni di determinate aree possono fornire ulteriori parole e loro incroci, più o meno significativi e probabili.

Nell'esempio sottostante, parte del libro biblico della Genesi (in inglese, la versione di re Giacomo (vv. 26:5–10) viene mostrata con 21 lettere per ogni riga. Gli ELS (tratti dal testo inglese) che codificano "BIBLE" e "CODE" vengono mostrati qui sotto. Di solito raffigura un rettangolo più piccolo, come quello evidenziato nella figura e allora non si notano le lettere mancanti tra righe adiacenti nell'immagine, ma è essenziale che il numero di lettere mancanti sia lo stesso per ogni paio di righe adiacenti.
Sebbene l'esempio sopra riportato sia in lingua inglese, logicamente i codici presenti nella Bibbia si basano soprattutto sulla lingua ebraica. Per ragioni religiose, molti tra gli studiosi ebrei che propugnano queste ricerche utilizzano esclusivamente la Torah.